# Punta Piedrabuena
La Punta Piedrabuena es un accidente geográfico costero ubicado en la península Viedma, sobre la margen sur de la ría Deseado, en el departamento Deseado en la Provincia de Santa Cruz (Argentina), más específicamente en la posición  47°46′04″S 66°02′21″O / -47.76778, -66.03917. Esta punta se caracteriza por poseer una pared acantilada de rocas ignimbríticas de la formación Bahía Laura donde existe una pequeña colonia de nidificación de cormoranes grises (Phalacrocorax gaimardi). A mediados de la década de 1990 se habían contabilizado 14 parejas reproductivas, mientras que en otro relevamiento realizado en el año 2003 esta número había descendido a 11 parejas reproductivas.